# 守德县
守德县（越南语：／），又作首德县，是越南胡志明市历史上的一个旧县。

## 地理
守德县北接小江省顺安县和同奈省边和市，南接同奈省仁泽县，东接同奈省隆城县，西接旭门县、平盛郡和第一郡，西南接第四郡和茹𦨭县。

## 历史
1976年5月20日，西贡-嘉定市革命人民委员会将第九郡并入守德县；守德县下辖守德市镇、安庆社、安富社、平征社、合平社、灵春社、隆平社、隆福社、隆盛美社、隆长社、富有社、福平社、福隆社、三平社、增仁富社、盛美利社、首添社1市镇16社，其中安庆社、首添社2社属原第九郡。
1976年7月2日，越南正式统一，西贡-嘉定市更名为胡志明市。守德县随之划归胡志明市管辖。
1979年2月17日，三平社析置三富社和灵东社，守德市镇部分区域划归灵东社管辖；增仁富社析置合福社和新富社，增仁富社部分区域划归福隆社管辖；灵春社析置灵中社，守德市镇部分区域划归灵春社管辖，灵中社部分区域划归守德市镇管辖；守德市镇部分区域划归福隆社管辖，福隆社部分区域划归守德市镇管辖；合平社分设为合平福社和合平正社。
1997年1月6日，守德县分设为守德郡、第二郡和第九郡3郡；以灵东社、灵中社、灵春社、三平社、三富社、合平福社、合平正社、守德市镇1市镇7社和合富社部分区域、新富社部分区域、福隆社部分区域析置守德郡；以安富社、安庆社、首添社、平征社、盛美利社5社析置第二郡；以隆平社、隆盛美社、增仁富社、隆福社、隆长社、富有社、福平社7社和新富社剩余区域、福隆社剩余区域、合富社部分区域、平征社部分区域析置第九郡。

## 行政区划
守德县下辖1市镇22社，县莅守德市镇。
- 守德市镇（Thị trấn Thủ Đức）
- 安庆社（Xã An Khánh）
- 安富社（Xã An Phú）
- 平征社（Xã Bình Trưng）
- 合平正社（Xã Hiệp Bình Chánh）
- 合平福社（Xã Hiệp Bình Phước）
- 合富社（Xã Hiệp Phú）
- 灵东社（Xã Linh Đông）
- 灵中社（Xã Linh Trung）
- 灵春社（Xã Linh Xuân）
- 隆平社（Xã Long Bình）
- 隆福社（Xã Long Phước）
- 隆盛美社（Xã Long Thạnh Mỹ）
- 隆长社（Xã Long Trường）
- 富有社（Xã Phú Hữu）
- 福平社（Xã Phước Bình）
- 福隆社（Xã Phước Long）
- 三平社（Xã Tam Bình）
- 三富社（Xã Tam Phú）
- 新富社（Xã Tân Phú）
- 增仁富社（Xã Tăng Nhơn Phú）
- 盛美利社（Xã Thạnh Mỹ Lợi）
- 首添社（Xã Thủ Thiêm）